# Poul Ruders

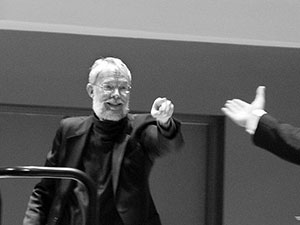
Poul Ruders

Poul Ruders  (* 27. März 1949 in Ringsted) ist ein dänischer Komponist.

## Leben
Ruders ist ausgebildeter Organist und studierte Orchestrierung bei Karl Aage Rasmussen. Ruders erste Kompositionen stammen aus der Mitte der 1960er Jahre.
Zu Ruders kompositorischen Werken zählen Opern, Orchesterwerke, Kammermusik, Vokalmusik und Solomusikwerke. Er komponiert stilistisch vielseitig, von der Vivaldi-Persiflage seines ersten Violinkonzerts (1981) bis zum explosiven Modernismus bei Manhattan Abstraktion (1982).
Am 18. August 2016 wurde der Asteroid (5888) Ruders nach ihm benannt.

## Ausgewählte Werke

### Opern
- Tycho (1986)
- Die Geschichte der Dienerin (1990)
- Kafkas Prozess (2005)
- Selma Ježková (2007, nach Lars von Triers Dancer in the Dark)
- The Thirteenth Child (2017); Oper in 2 Akten, Libretto von Becky und David Starobin; UA Santa Fe Opera, New Mexico

### Sinfonien
- Sinfonie Nr. 1 (1989)
- Sinfonie Nr. 2 (1996)
- Sinfonie Nr. 3, Dream Catcher (2006)
- Sinfonie Nr. 4 (Eine Orgelsinfonie) (2008–2009) – Gemeinschaftlicher Kompositionsauftrag des Sinfonieorchesters Dallas, des Sinfonieorchesters Odense und des City of Birmingham Symphony Orchestra. Uraufführung: Morton H. Meyerson Symphony Center, Dallas, Texas, 20. Januar 2011.
- Sinfonie Nr. 5 (2012) – UA: Nationales Dänisches Radiosinfonieorchester, Januar 2015, Dirigent: Nikolaj Znaider

### Konzerte für Solo und Orchester
- Klavierkonzert (1994)
- Klavierkonzert Nr. 2 (2009)
- Violinkonzert Nr. 1 (1981)
- Violinkonzert Nr. 2 (1992)

### Weitere Werke
- Vier Streichquartette
- Stabat Mater für Knabensopran, verstimmtes Klavier, Orgel, Schlagzeug und gemischten Chor (1975)